# Jean Wallbridge
Jean Louise Emberly Wallbridge (Edmonton, 25 de outubro de 1912 - Edmonton, 30 de setembro de 1979) foi uma arquiteta canadense. Em 1950, com sua companheira Mary Imrie, ela formou o primeiro escritório de arquitetura feminino do Canadá.

## Vida
Nasceu em Edmonton, Alberta, sendo a terceira filha de James e Mabel Wallbridge. Seu pai, James Wallbridge, era um advogado conhecido. Ela foi educada em escolas particulares em Victoria, Colúmbia Britânica, na Suíça e na Inglaterra e na Victoria Composite High School em Edmonton. Wallbridge estudou arquitetura com Cecil Burgess na Universidade de Alberta, recebendo um diploma de bacharel em Ciências Aplicadas em 1939.
Em fevereiro de 1941, ela se tornou a terceira mulher a ser registrada na Associação de Arquitetos de Alberta. Trabalhou para um escritório de arquitetura em Edmonton e depois para a Comissão de Planejamento da Cidade em Saint John. De 1946 a 1949, ela trabalhou no Departamento de Arquitetura da Cidade em Edmonton. Quando esse escritório foi fechado em 1950, ela trabalhou principalmente em projetos residenciais em Edmonton em parceria com Mary Imrie até sua morte em 1979. Seus projetos tinham linhas simples e modernas e simples, com uma circulação interior fácil e acabamentos despretensiosos e elegantes. Em 1957, eles ganharam um prêmio do Canadian Housing Design Council.
Além da parceira no trabalho, Wallbridge e Imrie também eram um casal, e construíram sua própria casa, "Six Acres", em Edmonton.
Wallbridge morreu em Edmonton, em 1979, aos 66 anos. Imrie se aposentou da arquitetura depois disso.